# Heliophanus leucopes
Heliophanus leucopes là một loài nhện trong họ Salticidae.
Loài này thuộc chi Heliophanus. Heliophanus leucopes được Wanda Wesołowska miêu tả năm 2003.